# Nord-Odal
Nord-Odal é uma comuna da Noruega, com 507 km² de área e  habitantes (censo de 2004).         